# Bratko Kreft
Bratko Kreft, slovenski dramatik, pripovednik, publicist, dramaturg, profesor, literarni zgodovinar in režiser, * 11. februar 1905, Maribor, † 17. julij 1996, Ljubljana. 

## Življenje
Odraščal je v Prlekiji, v Vidmu ob Ščavnici. Po končanem gimnazijskem šolanju v Mariboru, kjer je maturiral l. 1924, je v študijskem letu 1924/25 odšel na Dunaj. Najprej je študiral pravo, nato pa slavistiko in zgodovino. Obiskoval je tudi predavanja iz dramaturgije. Študij je nadaljeval v Ljubljani, kjer je študiral slovensko literaturo z južnoslovanskimi literaturami, primerjalno književnost in literarno teorijo, kot pomožne predmete pa še slovenski jezik, zgodovino in nemščino. Diplomiral je februarja 1929. Že v študijskih letih je bil literarno aktiven, med drugim je bil sourednik in sodelavec Kosovelove Mladine (1925–26).
V sezoni 1930/31 se je kot režiser zaposlil v Narodnem gledališču v Ljubljani. Sprva je režiral le v operi, nato pa tudi v drami. Ob tem se je posvečal kulturnemu, uredniškemu in znanstvenemu delu. Sodeloval je z avantgardistično revijo Tank in bil v letih 1932–35 urednik prve slovenske marksistične revije  Književnost. Leta 1939 je doktoriral s temo Shakespearov vpliv na razvoj Puškinovega dramatskega nazora. Pozimi 1941/42 je v Rimu, kamor se je moral umakniti zaradi komunističnega svetovnega nazora, kot Turnerjev štipendist študiral rusko literaturo.
Po vojni se je aprila 1946 kot dramaturg zaposlil v SNG Drama, kjer je ostal do jeseni 1955. Leta 1948 je za prepesnitev in režijo Tugomera dobil prvo Prešernovo nagrado. Istega leta se je za eno študijsko leto kot profesor za novejšo rusko književnost zaposlil na Filozofski fakulteti, kamor se je znova vrnil v začetku leta 1957. V tem letu je prejel tudi drugo Prešernovo nagrado, in sicer za režijo Shakespearovega Henrika IV, tretjo pa leta 1975 za življenjsko delo na področju literarne in gledališke umetnosti, istega leta je prejel tudi nagrado Avnoj, 1981 pa še Sterijevo nagrado za izjemen prispevek k napredku dramskih umetnosti in kulture. 
Leta 1962 je prenehal s poučevanjem na fakulteti in se upokojil, a je še vedno ostal aktiven na slavističnem področju. Postal je dopisni član JAZU in decembra 1961 redni član SAZU – najprej je bil član terminološke komisije in znanstvenega sveta Inštituta za slovensko narodopisje, 1962 pa je postal upravnik Inštituta za slovenski jezik SAZU, ki ga vodil 20 let (do 1982), od 1966 pa je bil še 10 let tajnik akademijinega razreda za filološke in literarne vede. V letih 1976–1992 je bil podpredsednik SAZU. V tem času je pripravljal številna predavanja in prispevke o slovenski in tuji (predvsem ruski) literaturi, bil je urednik 9. letnika  Jezika in slovstva (1963/64), član in od 1959 tudi predsednik zveze slavističnih društev Jugoslavije, predsednik Slavističnega društva (1963–68) in njegov častni član, član Mednarodnega slavističnega komiteja in od l. 1973 njegov predsednik ter dopisni član MANU, Leta 1975 je prejel Prešernovo nagrado za življenjsko delo na področju literarne in gledališke umetnosti, imenovan pa je bil tudi za častnega občana Maribora.
Njegov sin je slovenski politik in filozof Lev Kreft.

## Delo
Literaturo Bratka Krefta literarna zgodovina obravnava v sklopu slovenskega socialnega realizma. Vidno mesto ima predvsem njegova dramatika, ki se ji je tudi najbolj posvečal. 

### Dramatika
Napisal je več kot deset dram (nekatere so ostale nedokončane), prvo, Nemoč, v kateri opisuje razmere dijaškega življenja, že kot osmošolec. Kmalu zatem se je preusmeril v socialno zgodovino, preko katere prikazuje nenehen boj človekovih želj ter njegove vzpone in padce. To je najbolje prikazal v Tiberiju Grakhu. Naslednje drame (te so doživele tudi več odzivov) se dotikajo predvsem tem iz različnih obdobjih slovenske zgodovine. Pokristjanjevanje in prve boje z germanskimi zavojevalci je opisal v prepesnitvi Tugomera, srednji in zgodnji novi vek v Celjskih grofih in Veliki puntariji, vzpon slovenske književnosti v obdobju razsvetljenstva v Kranjskih komedijantih, največjega slovenskega pesnika v filmski drami Dr. France Prešeren, prvo svetovno vojno v Kreaturah …   Bolj kot individualne usode so ga v dramah zanimala razmerja in trenja med družbenimi razredi. Hkrati je vzpostavljal vzporednice z aktualnim trenutkom slovenstva v Evropi, to je s spopadom proletariata in kapitalizma, svobodomiselnosti in vzhajajočega fašizma.

### Znanstveno delo
Na slavističnem področju se je Kreft ukvarjal predvsem z novejšo rusko književnostjo. Pisal je o Puškinu, Gončarovu, Turgenjevu, Ostrovskem, Čehovu, Šolohovu, Gorkem, Pasternaku, Gogolju, vrhunec Kreftovega udejstvovanja na področju ruske književnosti pa pomeni izdaja izbranih del Dostojevskega, kjer je objavil več spremnih študij (zelo znana je študija o romanu Besi). 
Na področju slovenske književnosti je pisal o delu Trubarja, Linharta, Prešerna, Šusterja, Levstika, Cankarja, pa tudi sodobnikov, npr.: Kosovela, Gruma, Prežiha idr. Zanimali so ga tudi drugi slovanski pisci, npr. Miroslav Krleža, Jovan Jovanović Zmaj, Petar Petrović Njegoš, Taras Ševčenko in Juliusz Słowacki.

### Proza
- Človek mrtvaških lobanj: Kronika raztrganih duš (roman) (1929) (COBISS)
- Med potniki in mornarji: Potopisni fragmenti (1936) (COBISS)
- Povesti iz nekdanjih dni (kratka proza) (1950) (COBISS)
- Kalvarija za vasjo in druge povesti iz Prlekije (povesti) (1961) (COBISS)
- Proti vetru za vihar (zbrana publicistika) (1965) (COBISS)

### Dramatika
- Leto 1905 (1923)
- Nemoč (1924)
- Tiberij Grakh (1925) (COBISS)
- Celjski grofje: Drama iz življenja srednjeveških fevdalcev, katerim so tlačani naši predniki (1932) (COBISS)
- Velika puntarija: Dramska kronika iz l. 1573 v petih dejanjih (1937) (COBISS)
- Krajnski komedijanti: Ena komedia v treh aktih katera Linharta inu "Županovo Micko" tiče (1946) (COBISS)
- Tugomer: Tragedija v petih dejanjih (prepesnitev Jurčičevega in Levstikovega Tugomera) (1946) (COBISS)
- Kreature: Komedija v treh dejanjih (1948) (COBISS)
- Dr. Francè Prešeren: Scenarij (1951) (COBISS)
- Balada o poročniku in Marjutki (1960) (COBISS)
- Po brezkončni poti: Prizori iz pesnikovega življenja (1964) (COBISS)
- V ječi življenja: Neblaga igra iz zadnjih dni pesnikovega življenja (1979) (COBISS)

### Strokovne monografije
- Gledališče in francoska revolucija (1939) (COBISS)
- Puškin in Shakespeare (1952) (COBISS)
- Portreti (1956) (COBISS)
- Poslanstvo slovenskega gledališča (1960) (COBISS)
- Gledališče in revolucija (1963) (COBISS)
- Dramaturški fragmenti (1965) (COBISS)
- Življenje za človeka: Portret dr. Jožeta Potrča (1970) (COBISS)
- Turgenjev in Marko Vovčok (1983) (COBISS)